# Haplophyllum
Genre
Classification APG III (2009)
Haplophyllum est un genre de plantes appartenant à la famille des Rutaceae qui comprend plus de 150 espèces (dont trois acceptées) se rencontrant pour la plupart dans la région pontique jusqu'à l'Iran. Haplophyllum linofillum se trouve dans la péninsule Ibérique.

## Quelques espèces
- Haplophyllum acutifolium
- Haplophyllum bastetanum
- Haplophyllum blanchei
- Haplophyllum boissieranum
- Haplophyllum broussonetianum
- Haplophyllum buxbaumii
- Haplophyllum canaliculatum
- Haplophyllum coronatum
- Haplophyllum dauricum
- Haplophyllum eriocarpum
- Haplophyllum erythraeum
- Haplophyllum furfuraceum
- Haplophyllum glaberrimum
- Haplophyllum laeviusculum
- Haplophyllum latifolium
- Haplophyllum linifolium
  - Haplophyllum linifolium subsp. linifolium
  - Haplophyllum linifolium subsp. rosmarinifolium
- Haplophyllum obtusifolium
- Haplophyllum patavinum
- Haplophyllum robustum
- Haplophyllum rosmarinifolium
- Haplophyllum stapfianum
- Haplophyllum suaveolens
- Haplophyllum tuberculatum
- Haplophyllum versicolor
- Haplophyllum villosum
- Haplophyllum virgatum